# 마녀성
마녀성은 한국에서 제작된 박윤교 감독의 1968년 영화이다. 이예춘 등이 주연으로 출연하였고 홍의선 등이 제작에 참여하였다.

## 출연

### 주연
- 이예춘
- 박미영
- 최성호

## 제작진
- 조명: 정수명
- 미술: 김성배